# Thomas Elyot

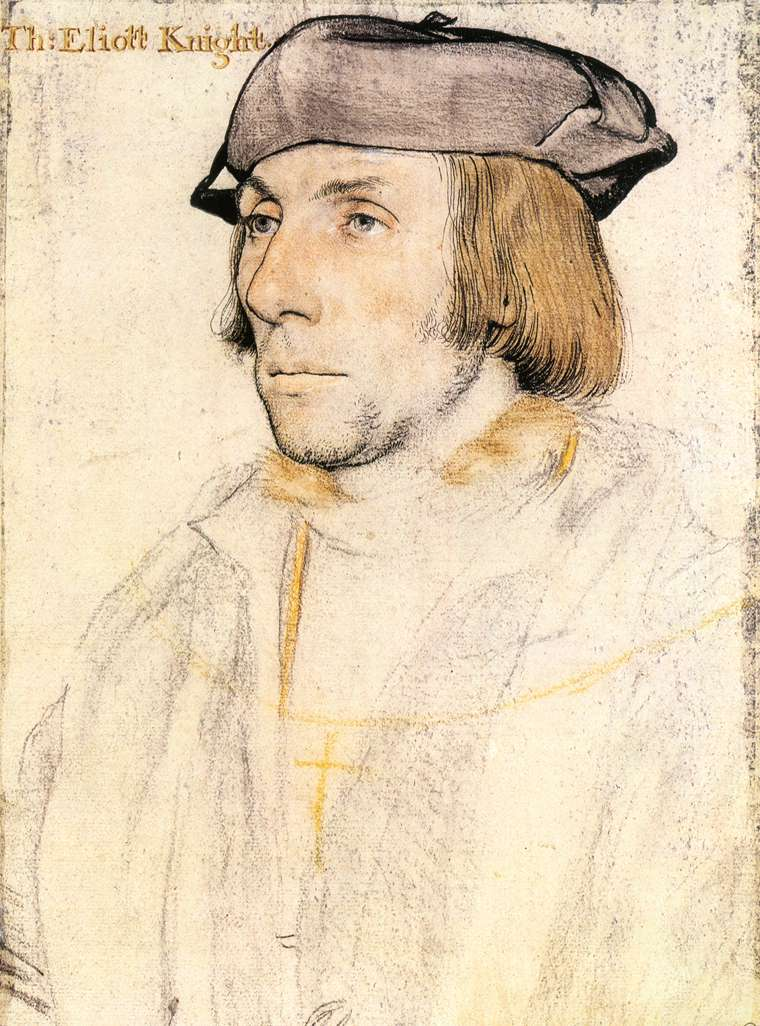
Sir Thomas Elyot in einer Zeichnung von Hans Holbein d. J.

Sir Thomas Elyot (* um 1490 in Wiltshire; † 20. März 1546 in Carleton (Cambridgeshire)) war ein englischer Diplomat im Dienst Heinrichs VIII., ein humanistischer Schriftsteller und Übersetzer.

## Leben
1527 wurde er zum Knight Bachelor („Sir“) geschlagen.
1531 erschien sein wichtigstes Werk The Boke Named the Governour, auch veröffentlicht als The Book of the Governor. In dieser Abhandlung in Prosaform legt Elyot aus humanistischer Sicht in erster Linie die Prinzipien für die Bildung und Erziehung der jungen Adligen als künftiger gesellschaftlicher und politischer Führungsschicht dar, die er auf dem Hintergrund der allgemeinen moralisch-ethischen Grundlagen der Erziehung erörtert. Das Werk, das zwischen 1531 und 1580 in sieben unterschiedlichen Ausgaben veröffentlicht wurde, war für mehrere Generationen in aristokratischen Kreisen ein maßgeblicher Ratgeber in Erziehungsfragen.
Besonderen Wert legt Elyot auf ein frühes Erlernen der griechischen und lateinisches Sprache, das bereits im Kindesalter von sieben Jahren beginnen sollte, und ein intensives Studium der klassischen Literatur der Antike, beispielsweise der Werke von Homer, Vergil oder Ovid. Auf diese Weise sollen nicht nur die geistigen Fähigkeiten geschult werden, sondern ebenso die Grundlagen für die moralisch-sittliche Bildung gelegt werden.
Neben Beredsamkeit sind Tugenden wie Mut, Stärke oder Weisheit sowie die Regeln des Anstands und guten Benehmens zu vermitteln. Entspannung und Vergnügen sollen darüber hinaus in musikalischer und sportlicher Betätigung gesucht werden, um Trägheit oder Müßiggang zu vermeiden.
Elyot übersetzte Schriften von Isokrates, Plutarch, Cyprian von Karthago und Pico della Mirandola ins Englische.

## Schriften (Auswahl)
- The Boke named the Governour (1531); Volltext der Ausgabe Oregon 1988. (PDF) scholarsbank.uoregon.edu
- The Knowledge which maketh a Wise Man and Pasquyll the Playne (1533)
- The Bankette of Sapience (1534),
- The Castell of Helth (1536)
- Latin Dictionary (1538). 2. erw. Auflage. 1542; Nachdruck 1545.
 Das erste lateinisch-englische Wörterbuch.
- The Defence of Good Women (1540);
 Eine Verherrlichung der Anna von Cleve, in der Form einer Biographie der Königin Zenobia von Palmyra.[5]
- Preservative agaynste Deth (1545)
 Enthält zahlreiche Zitate aus den Kirchenvätern